# Centrální park Severní Terasa
Centrální park Severní Terasa v Ústí nad Labem leží uprostřed stejnojmenného sídliště. Park spojuje i respektuje terasovitý krajinný ráz města a jeho okolí, poskytuje četná přírodní zákoutí, sportovní a relaxační zóny, dětská hřiště, vodní plochy s promenádou a mnoho uměleckých děl. Rozsáhlý park vznikl společně s výstavbou sídliště započatou koncem 60. let 20. století s původním názvem Park Družba. Poslední fáze jeho dostavby proběhla roku 1983 s názvem Sady míru. Ze stejného roku je i několik plastik Michaela Bílka jako například pískovcové sousoší Klukovská pranice. Nedaleko gymnázia se nachází pískovcová socha Hudba od Václava Kyselky a bronzové sousoší Gymnastky Ivana Záleského. Uprostřed jezera je osazena glazovaná keramická plastika Květ, Marie a Štěpána Kotrbových a v jeho blízkosti další bronzové sousoší Rodina od Jaroslava Bejčka.

## Galerie

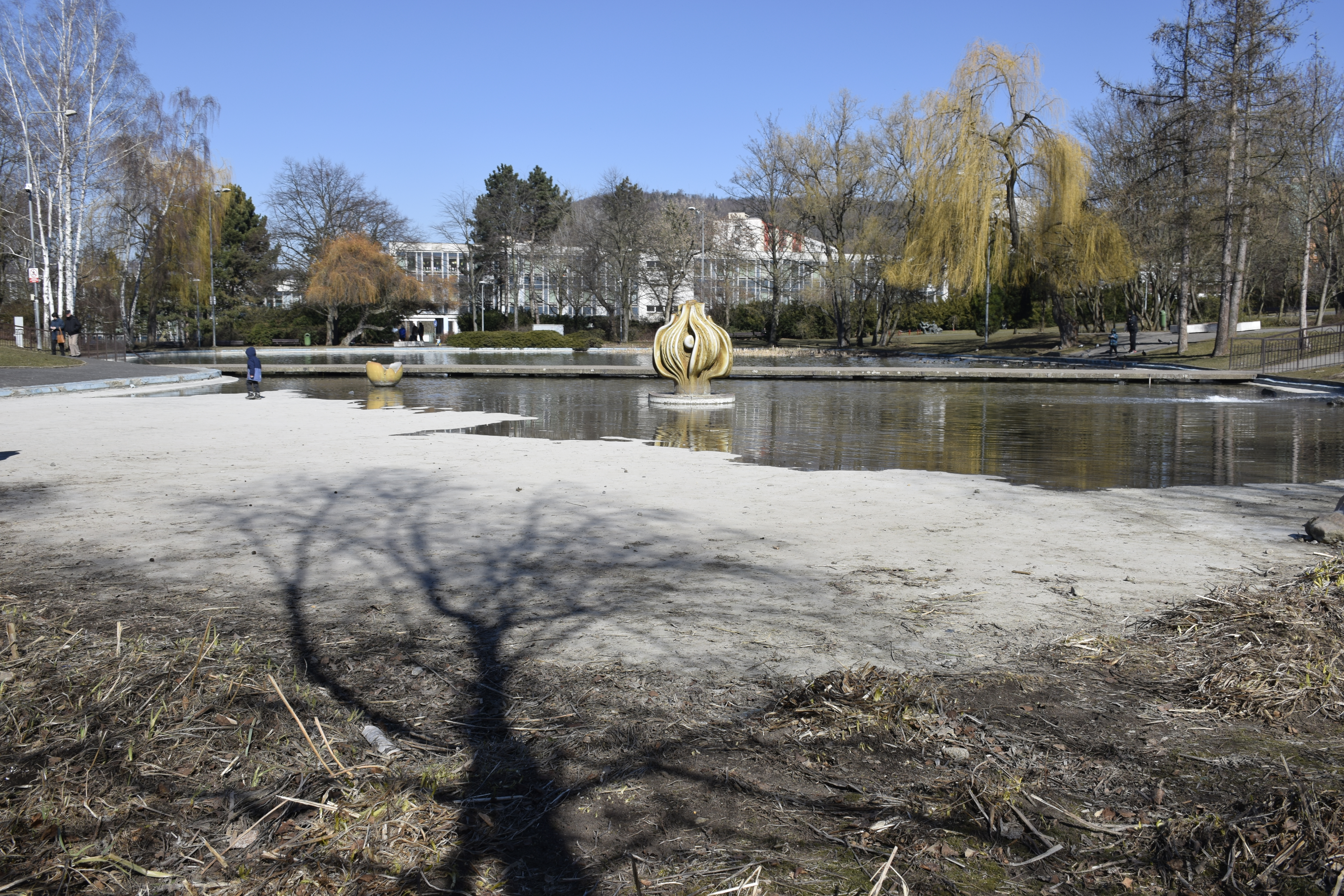
Fontána s keramickým plastikami od Marie a Štěpána Kotrobových
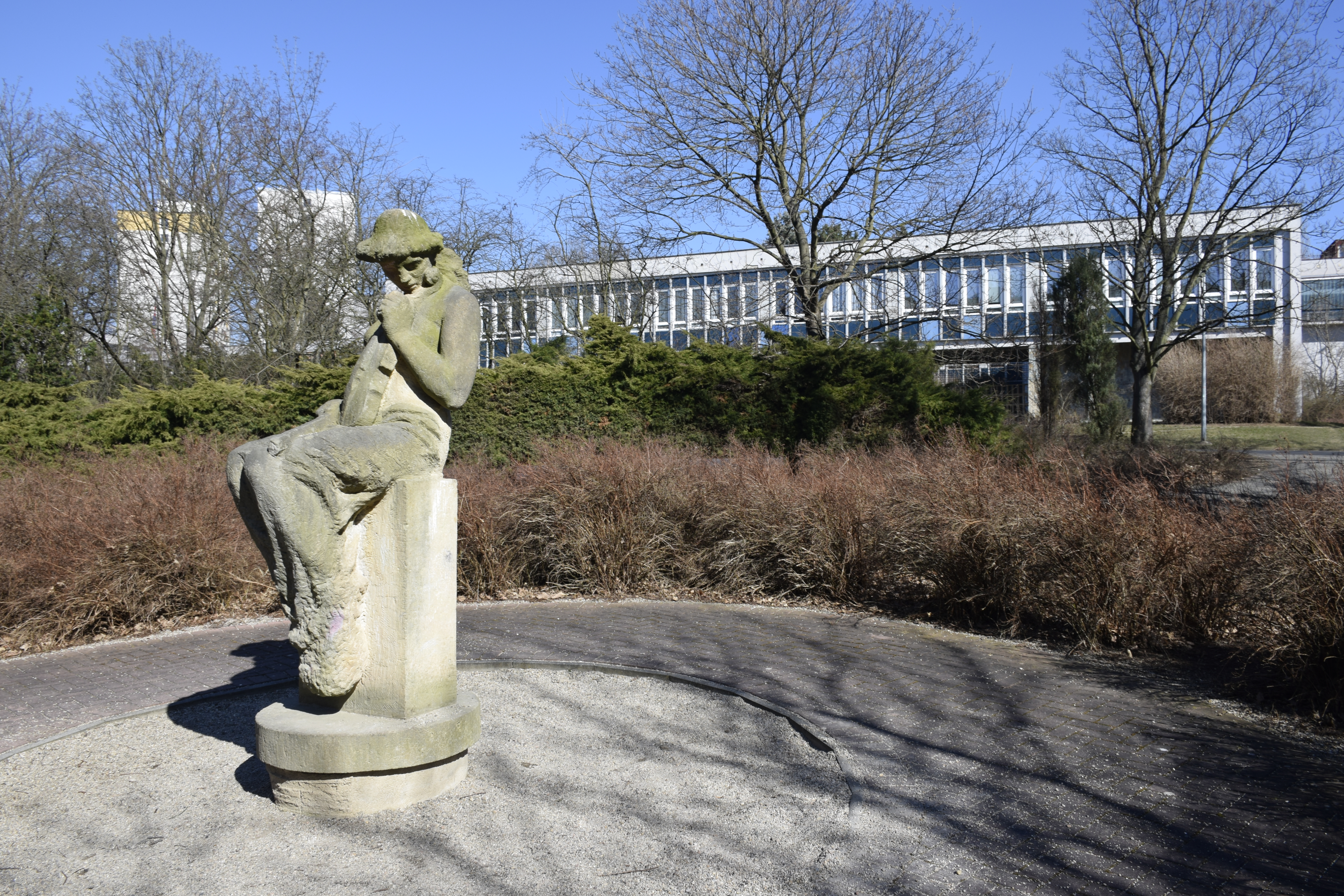
Socha hudba od Václava Kyselky
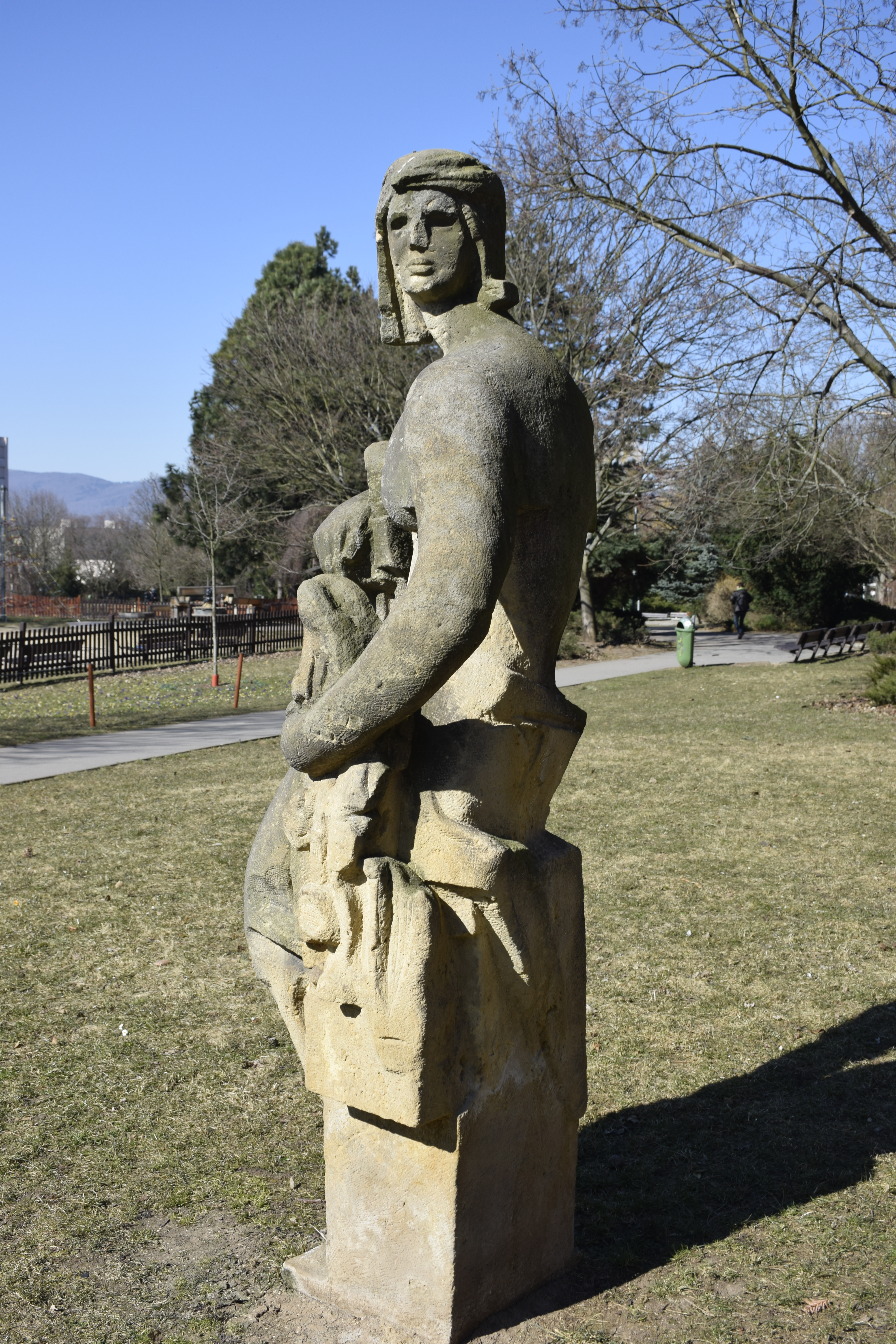
Socha Květinářka od Otakara Petroše
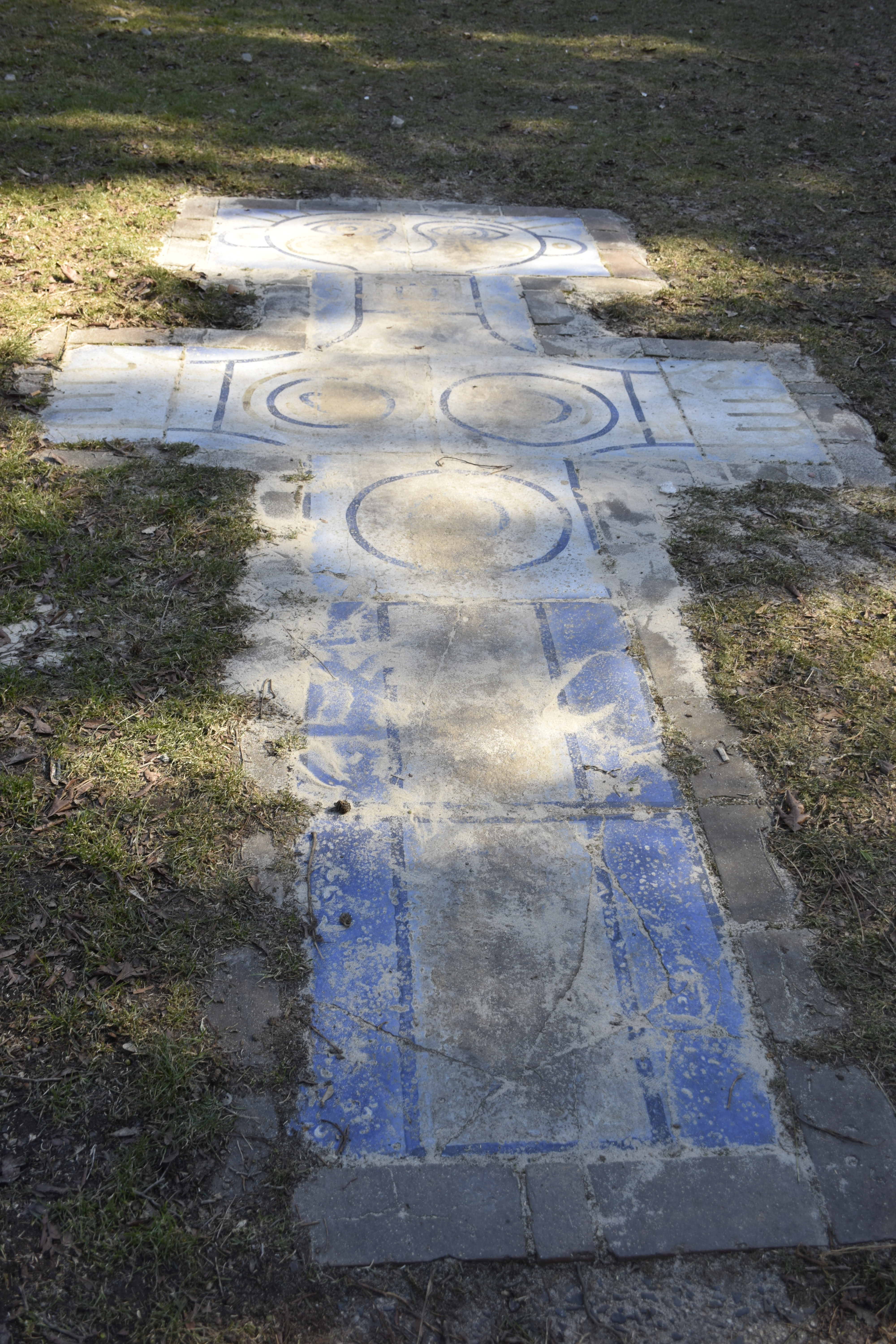
Zbytky původních umělecky provedených herních prvků – Skákací panák od Aleny Kartákové